# Zvoleněves
Zvoleněves (německy Losdorf) je obec v okrese Kladno nedaleko města Slaný. Rozkládá se asi dvanáct kilometrů severovýchodně od Kladna a osm kilometrů východně od města Slaný. Žije zde 911 obyvatel. Obec se nachází v nadmořské výšce 218 m n. m. Její dominantou je budova bývalého cukrovaru.

## Historie
První písemná zmínka o Zvoleněvsi pochází z roku 1318, kdy se připomíná vladyka Vicen ze Zvoleněvsi, před ním to měl být Zvolen, který dal vsi jméno. Majitelé Zvoleněvsi sídlili na tvrzi, která stávala na místě zámku a je doložena k roku 1401, kdy ji držel Humprecht z Tasnovic.
Písemnými zprávami je během 15. století doloženo několik dalších majitelů, například rytíř Jan z Benšova. Počátkem 16. století ves získali Žejdlicové ze Šenfeldu, Jindřich Žejdlic ze Šenfeldu přestavěl tvrz na renesanční venkovský zámek a učinil jej středem svého panství. Náhrobníky dvou členů rodu se dochovaly v kostele. Rytíř Petr Milner z Milhauzu koupil ves roku 1609, ale za účast ve stavovském povstání z roku 1618 mu byla zkonfiskována, přičemž figuroval Jaroslav Bořita z Martinic. Roku 1621 ves získala Zuzana Chrtová ze Rtína, zámek však byl během třicetileté války vypálen.
Významným šlechtickým majitelem byl Julius František Sasko-Lauenburský, který panství koupil roku 1668 a jeho dcera Anna Marie Františka Toskánská podnikla kolem roku 1718 přestavbu na jednoduchý barokní zámek s mansardovou střechou, který zůstal nadlouho správním centrem rozsáhlého panství. V roce 1824 patřila obec toskánskému velkovévodovi Leopoldu II., který založil cukrovar a roku 1859 podnikl generální opravu zámku; ale své vlastní sídlo přenesl do Brandýsa nad Labem. Po roce 1948 byly interiéry poničeny umístěním státního statku. Dominantou vesnice je starý cukrovar z roku 1859, ve své době jeden z největších ve státě.
V letech 1850–1929 k obci patřil Osluchov.

### Územněsprávní začlenění
Dějiny územněsprávního začleňování zahrnují období od roku 1850 do současnosti. V chronologickém přehledu je uvedena územně administrativní příslušnost obce v roce, kdy ke změně došlo:
- 1850 země česká, kraj Praha, politický i soudní okres Slaný[6]
- 1855 země česká, kraj Praha, soudní okres Slaný[6]
- 1868 země česká, politický i soudní okres Slaný[6]
- 1939 země česká, Oberlandrat Kladno, politický i soudní okres Slaný[7]
- 1942 země česká, Oberlandrat Praha, politický i soudní okres Slaný[8]
- 1945 země česká, správní i soudní okres Slaný[9]
- 1949 Pražský kraj, okres Slaný[10]
- 1960 Středočeský kraj, okres Kladno[11]

### Rok 1932
V obci Zvoleněves (přísl. Osluchov, 1401 obyvatel, poštovní úřad, telegrafní úřad, četnická stanice, katol. kostel) byly v roce 1932 evidovány tyto živnosti a obchody: lékař, autodoprava, cihelna, cukrář, státní cukrovar, drogerie, obecní elektrárna, galanterie, 3 holiči, 5 hostinců, 2 kapelníci, klempíř, 2 koláři, kominík, konsum Včela, kovář, 4 krejčí, výroba lihovin, 2 mlýny, 4 obuvníci, 2 pekaři, 2 obchody s lahvovým pivem, pohřební ústav. pokrývač, 2 porodní asistentky, 6 rolníků, 3 řezníci, 4 sadaři, 2 sedláři, 8 obchodů se smíšeným zbožím, Spořitelní a záložní spolek, stavitel, obchod se střižním zbožím, švadlena, 2 trafiky, 2 truhláři, 2 obchody s uhlím, státní velkostatek, zámečník, 2 zedničtí mistři.

## Obyvatelstvo
| Rok            | 1869 | 1880 | 1890 | 1900 | 1910 | 1921 | 1930 | 1950 | 1961 | 1970 | 1980 | 1991 | 2001 | 2011 |
| -------------- | ---- | ---- | ---- | ---- | ---- | ---- | ---- | ---- | ---- | ---- | ---- | ---- | ---- | ---- |
| Počet obyvatel | 978  | 1226 | 1238 | 1203 | 1199 | 1248 | 1272 | 1109 | 1095 | 1072 | 983  | 821  | 797  | 844  |
| Počet domů     | 96   | 107  | 121  | 130  | 134  | 151  | 225  | 266  | 256  | 253  | 239  | 254  | 257  | 266  |

## Památky
Ve vsi se nacházejí tři nemovité a další movité kulturní památky:
- Kostel svatého Martina, gotický doložený roku 1352, z něj se dochoval prestbytář s žebrovou klenbou, ostatek přestavěný v baroku, hlavní oltář z poloviny 17. století, boční oltáře sv. Anny, Václava a Jana Nepomuckého jsou rokokové
- Fara – patrová pozdně barokní stavba z roku 1808
- Zámek – barokní stavba vévodů Sasko-lauenburských a toskánských z roku 1718, adaptovaná roku 1787, interiéry v klasicistním duchu, vnitřní zařízení se nedochovalo[4]
- Cukrovar – technická památka
- Morový sloup se sochou Bolestné Panny Marie, z první poloviny 19. století

## Významné osobnosti
- Klára Špecingerová (9. března 1860 – 27. dubna 1918), byla první českou profesionální knihovnicí, průkopnicí bibliografie a též překladatelkou z ruštiny a angličtiny

## Zvoleněves ve filmu
Malebná konfigurace uměleckých, historických a technických staveb je přitažlivou lokací pro filmaře. Natáčely se zde:
- část válečného filmu Hartova válka (2002) s Brucem Willisem v hlavní roli.
- na tehdejším státním statku část filmu Vstanou noví bojovníci (1950) režiséra Jiřího Weisse na námět Antonína Zápotockého.

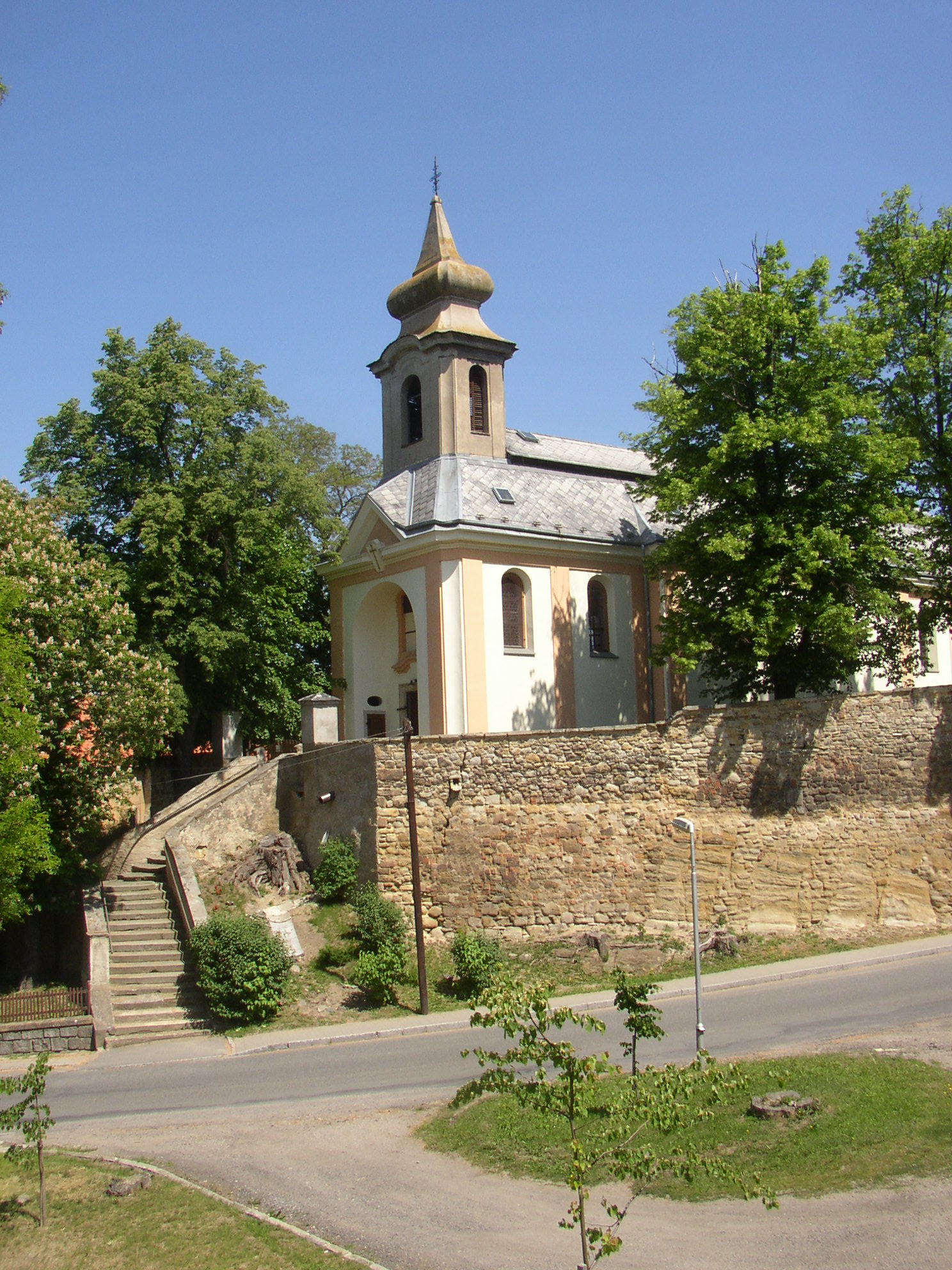
Kostel sv. Martina
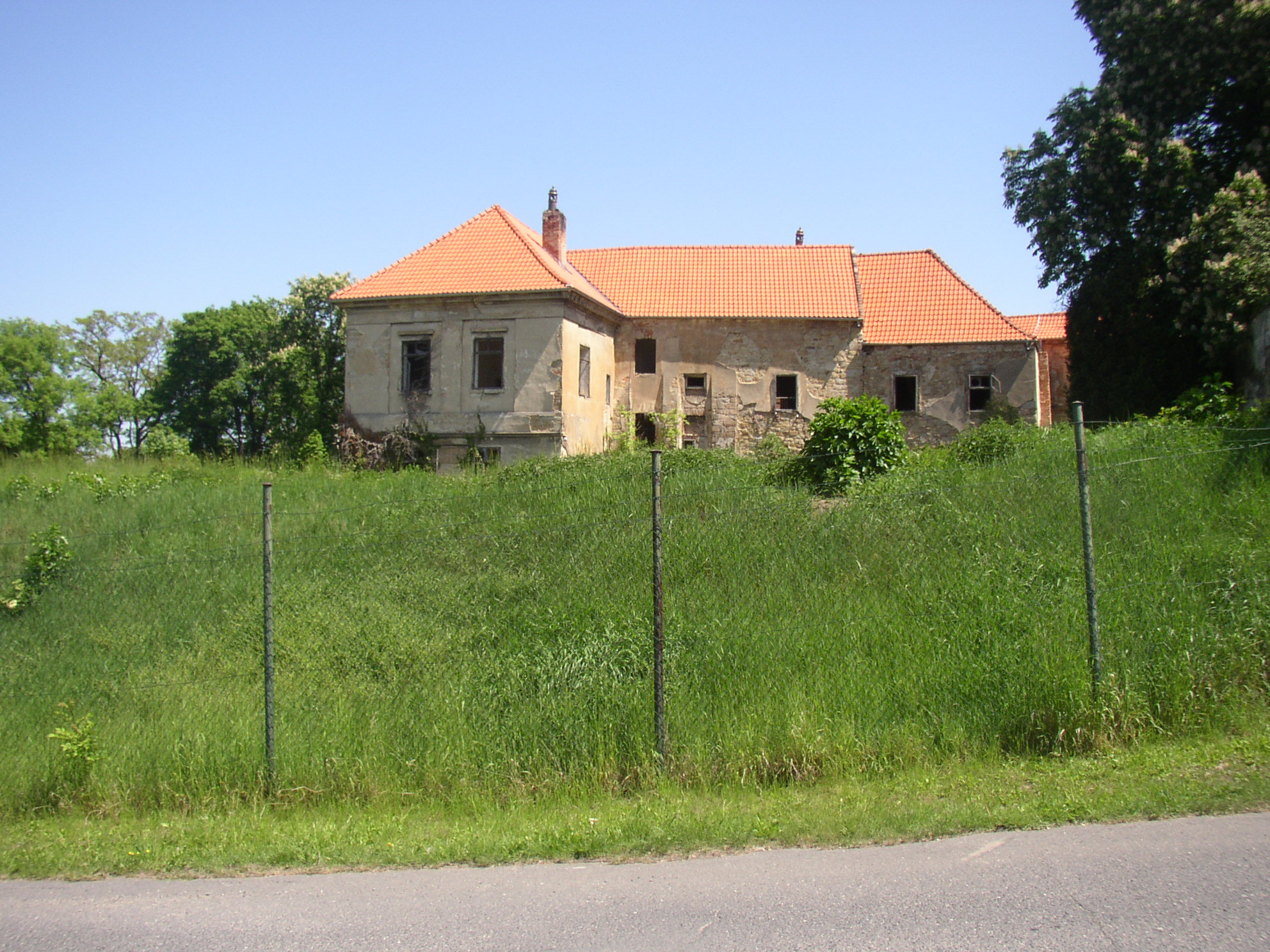
Zámek Zvoleněves

## Občanská vybavenost
Pro školní děti zde obec zřídila základní školu vyššího stupně a menší děti mají k dispozici mateřskou školku. Pro využití volného času je v obci k dispozici sportovní hřiště a další sportoviště. Dále bychom v obci našli poštu, kostel a hřbitov. Místní obyvatelé mohou využívat plynofikaci i veřejný vodovod. Obec má k dispozici rybník.
V obci působí 2 základní kynologické organizace (č. 724, 689), fotbalový klub TJ Slavoj Zvoleněves a sportovně střelecký klub.

## Doprava

### Dopravní síť
Do obce vede silnice III. třídy.
Obec Zvoleněves leží na železniční trati 110 z Kralup nad Vltavou do Slaného a Loun. Jedná se o jednokolejnou celostátní trať, doprava byla v úseku Kralupy–Zvoleněves zahájena roku 1884, v úseku Zvoleněves - Podlešín až roku 1922.

### Veřejná doprava 2011
Ve stanici Zvoleněves zastavoval pár spěšných vlaků z Prahy, v pracovních dnech 15 párů osobních vlaků, o víkendu 11 párů osobních vlaků mezi Kralupy nad Vltavou a Slaným.
V obci zastavovaly v pracovních dnech autobusové linky jedoucí do těchto cílů: Kladno, Kralupy nad Vltavou, Slaný, Velvary. O víkendu byla obec bez autobusové dopravní obsluhy.

## Galerie

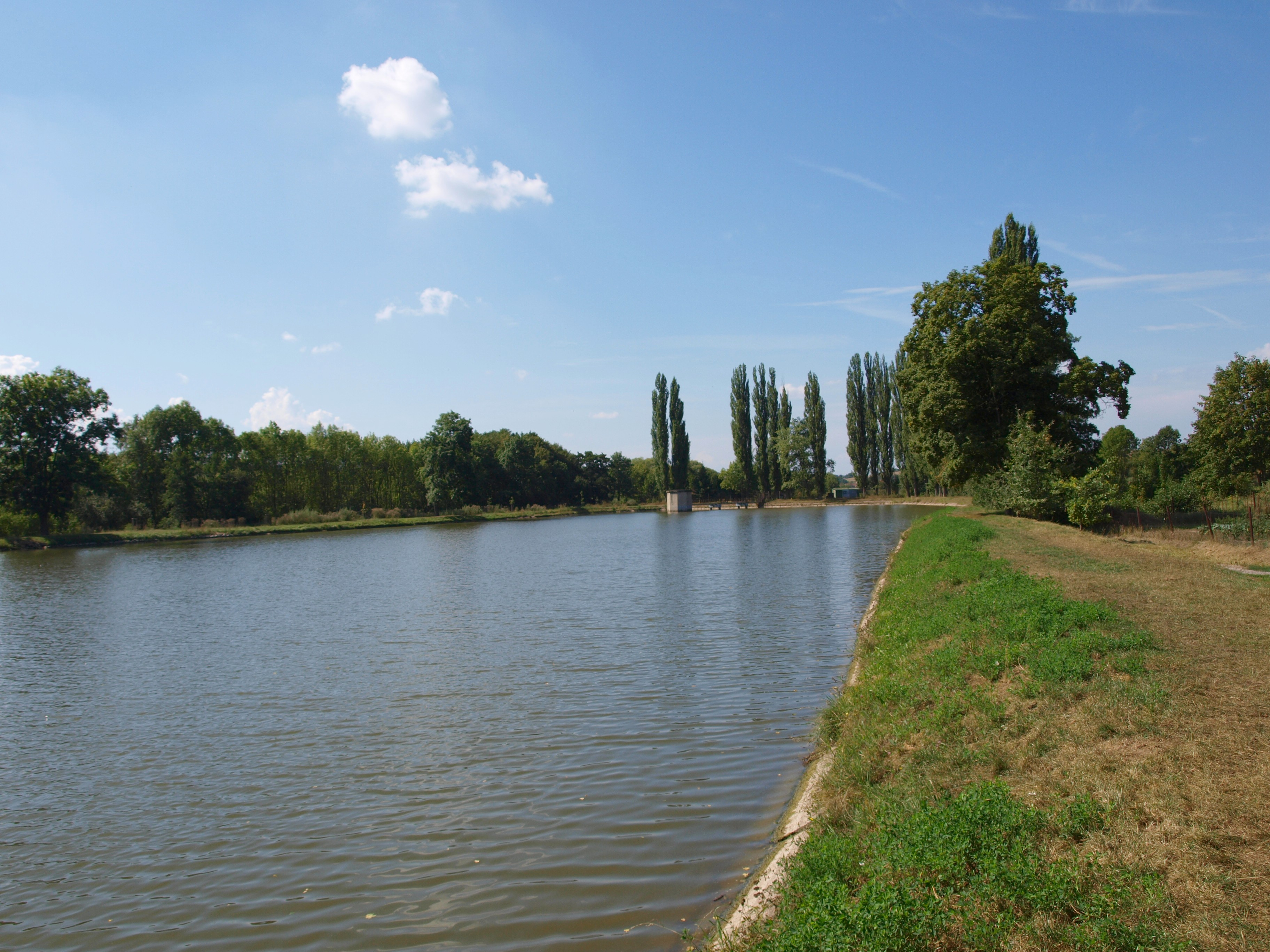
Rybník v obci
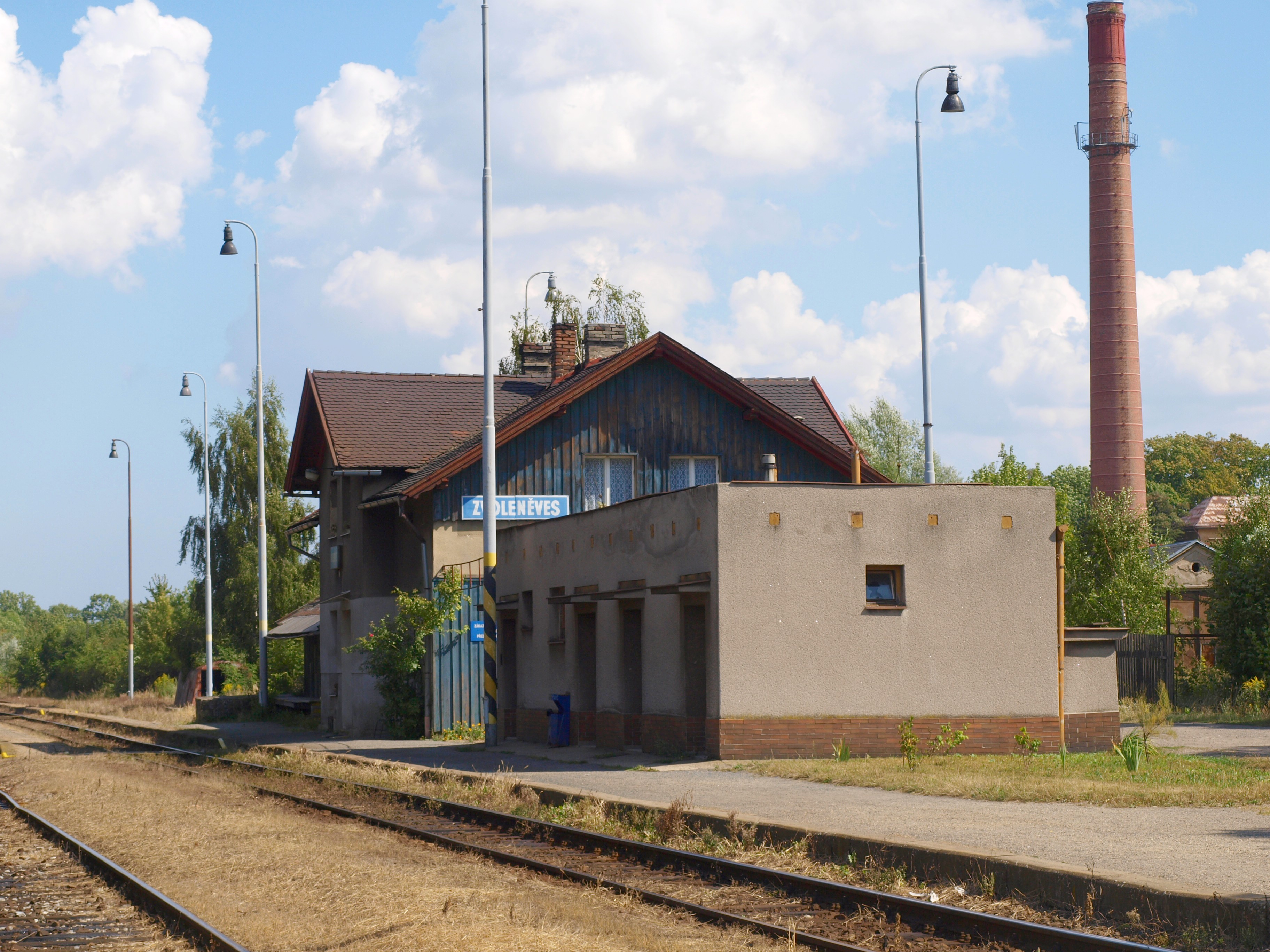
Železniční stanice
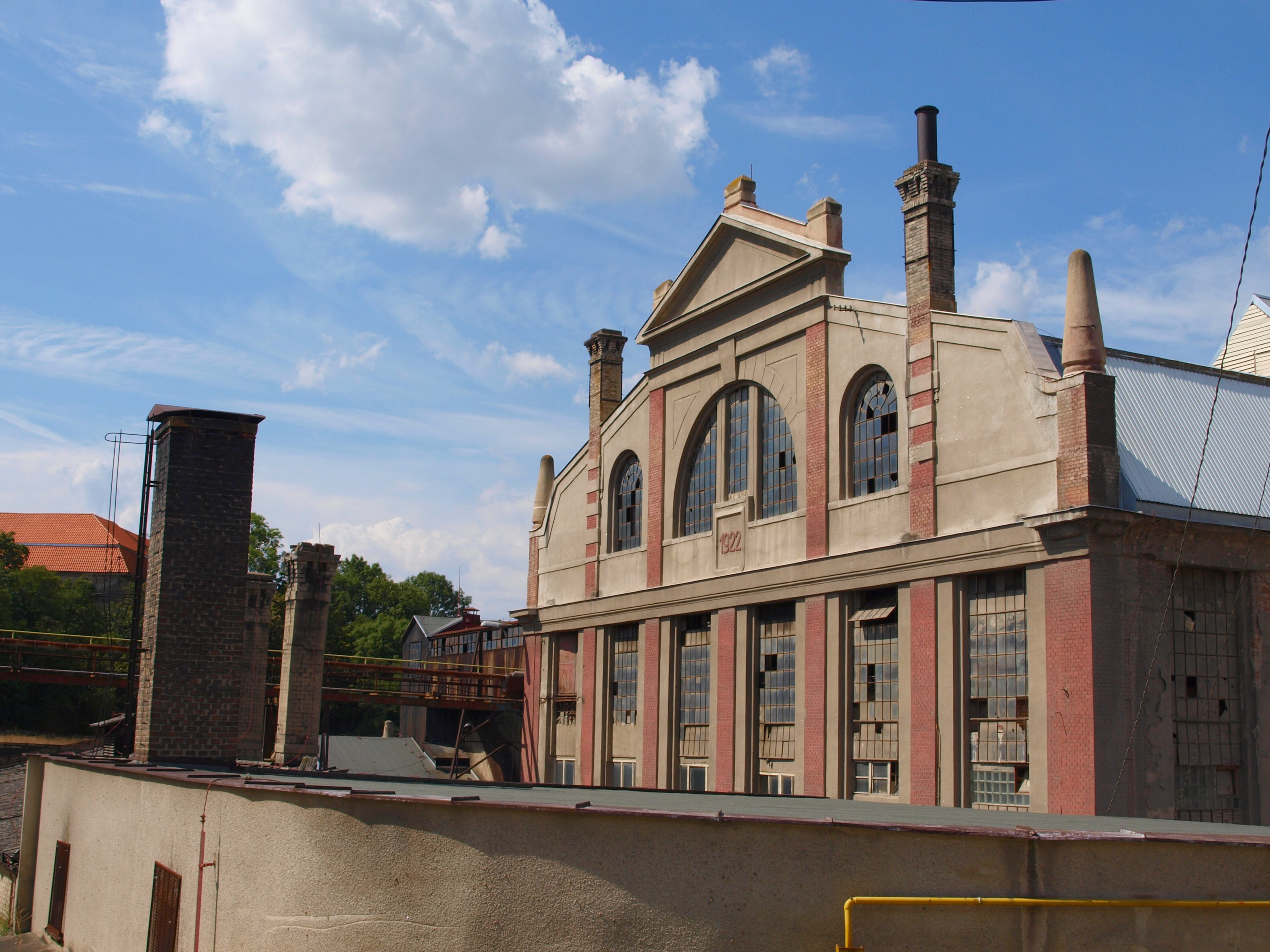
Průčelí cukrovaru v roce 2009
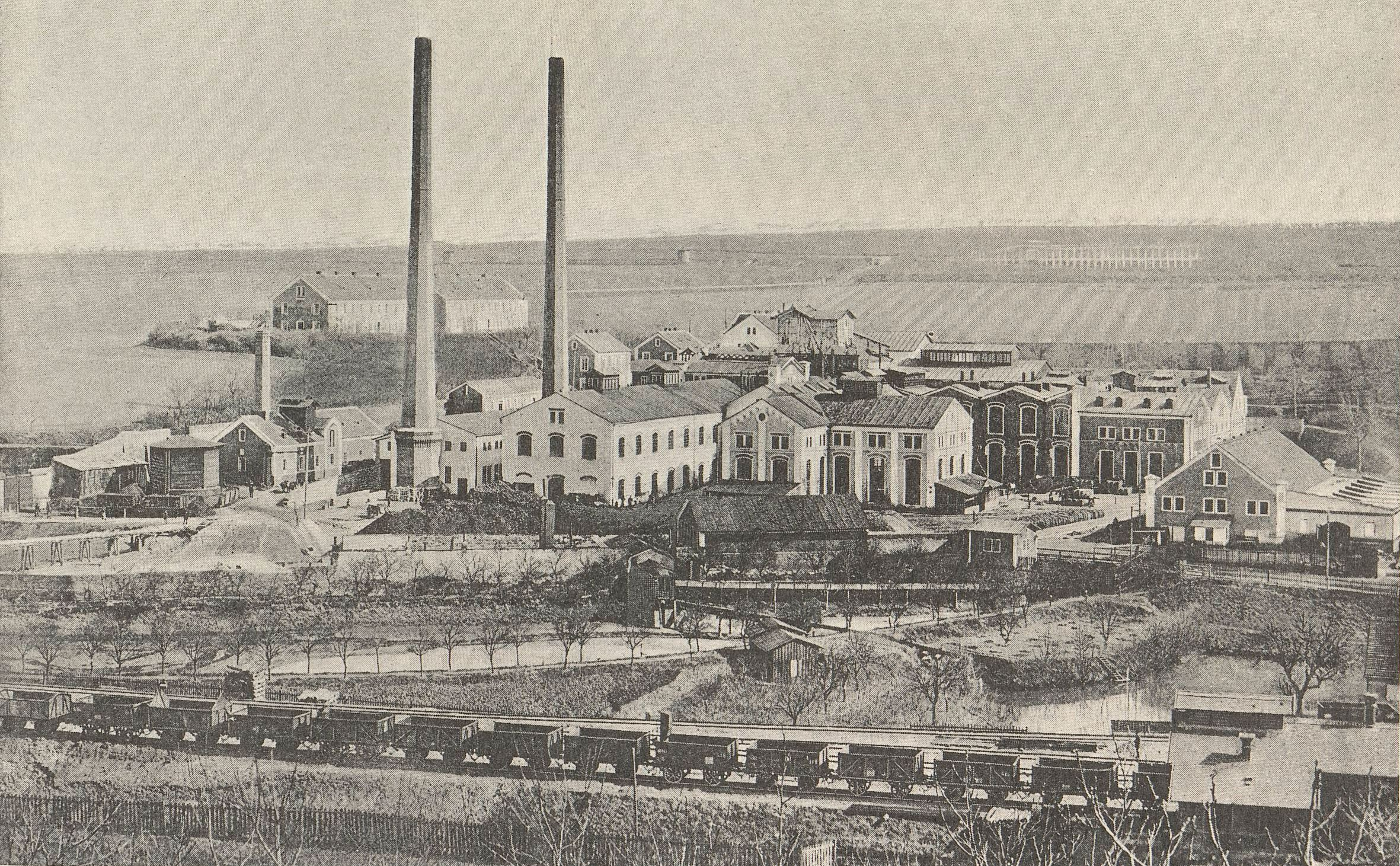
Cukrovar roku 1891